# Ugia transversa
Ugia transversa är en fjärilsart som beskrevs av Moore 1882. Ugia transversa ingår i släktet Ugia och familjen nattflyn. Inga underarter finns listade i Catalogue of Life.